# 橋本脳症
橋本脳症（はしもとのうしょう、Hashimoto encephalopathy）とは甲状腺自己免疫疾患に関連した脳症である。甲状腺機能異常に伴う神経症状としては甲状腺機能低下症による意識障害、認知症、運動失調などをきたす粘液水腫脳症、甲状腺機能亢進症に伴う痙攣、躁状態、妄想、不随意運動をきたす甲状腺中毒脳症などが知られている。これらは甲状腺ホルモン値の正常化によって改善するが、内分泌学的な治療によって神経症状の改善が認められずステロイドなど免疫学的な治療により改善を認める群が知られ、今日の橋本脳症といわれる疾患群が含まれる。このような症候群は英国のLord Brainらによって1966年に報告された。その後の検討では精神神経症状が存在し、抗甲状腺抗体が陽性であり、ステロイドによる反応性が良好で他疾患が除外され橋本病と診断した群では甲状腺機能はむしろ正常である場合の方が多い（約70%は正常）とされている。
SREAT(Steroid-responsive encephalopathy associated with autoimmune thyroiditis)やNAIM（nonvasculitic autoimmune inflammatory meningoencephalitis）は橋本脳症とほぼ同様の概念である。疾患の存在自体に議論がある。

## 歴史
1912年、九州大学の外科医であった橋本策が、世界で初めて本疾患に関する論文を発表した。この都が疾患名の由来となっている。
1966年、英国のBrainらが意識混濁、幻覚、片麻痺、失語など精神神経症状を呈した48歳の男性患者を報告した。この患者は甲状腺ホルモンの値は正常であるにもかかわらず、精神神経症状を繰り返し症状の変動と関連してサイロイドテストの異常や髄腋蛋白の上昇が認められた。甲状腺生検では橋本病に特徴的な病理所見が得られた。甲状腺ホルモンの補充では症状の改善が認められず粘液水腫性脳症とは異なる自己免疫的な機序を背景とした脳症の存在が示唆された。
1988年、Behanらが急性散在性脳脊髄炎患者を免疫学的に解析し、橋本病に伴う自己免疫性脳症の一群があることを改めて指摘した。1991年にShawらが抗甲状腺抗体陽性でステロイド反応性有する5名の脳症患者を報告した。このときはじめて「Hashimoto encephalopathy」という新しい疾患概念が提唱された。

## 疫学
欧米では2.1人/10万人という推計もある。また、潜在症例を含めると日本人の3%-5%が罹患するとの推計がある。

## 病型
福井大学の多数例解析で病型分類が知られている。精神・神経症状を有し、抗甲状腺自己抗体陽性、ステロイドなどの免疫療法に反応し、抗NAE抗体が陽性、他の原因が除外された80例の症例で解析をしている。抗NAE抗体陽性の橋本脳症の検討である。男女比は男性22例、女性58例であった。平均年齢は62.3歳であり30歳代と60〜70歳代にピークがある緩やかな二峰性の分布を示した。甲状腺機能に関しては正常例は74%にとどまったが異常例も軽度の亢進または低下であった。橋本脳症という病名であるが、抗TSHレセプター抗体のみ陽性の例も存在する。ステロイドの反応性は完全治癒が39%と最も多く、著効例が55%であった。この検討での再燃例は11%であった。再燃例が67%という別の報告もある。臨床症状の報告は抗NAE抗体陽性例でまとめた米田らの報告以外に抗NAE抗体を測定していない例のLaurentらの報告が知られている。
急性脳症型（辺縁系脳炎を含む）58%
意識障害、精神症状、痙攣などを主症状とするもの。半数以上がこの病型を示す。辺縁系脳炎では抗NAE抗体の他にNMDAR抗体や抗VGKC抗体が陽性の例も存在する。他の辺縁系原因抗体陽性例を除外した抗NAE抗体陽性の辺縁系脳炎は治療反応性がよかった。
精神症状型 17%
幻覚、せん妄、認知症などを主症状とするもの。20%程度がこの病型を示す。
小脳失調型 16%
小脳失調を主症状とするものである。慢性進行性の経過をたどる例も多く脊髄小脳変性症の鑑別になる。治療可能な自己免疫性小脳失調症である。
CJD様 3%
クロイツフェルト・ヤコブ病様の経過をとるものである。
その他 6%
治療可能な急速進行性認知症の報告もある。

## 検査
自己抗体
抗甲状腺抗体が陽性となるが大規模疫学研究では抗TPO抗体、抗Tg抗体のいずれかが陽性であったものはおよそ18%程度認められている。髄液の抗甲状腺抗体が陽性となるという報告もある。NMDAR抗体などのその他の自己免疫性脳炎の原因抗体が検出されることがある。橋本病ではしばしば血清IgG4が高値を示す。実際にIgG4高値の橋本脳症も報告されている。
甲状腺ホルモン
おおよそ20%が潜在性甲状腺機能低下症、およそ20%甲状腺機能低下症、7%ほどが甲状腺機能亢進症を示し、それ以外は甲状腺機能は正常である。
髄液検査
80%ほどで髄液検査の異常が認められる。髄液蛋白の増加が多いが10から25%程度で髄液単核球増加も認められる。髄液中の抗TPO抗体や抗TG抗体は橋本脳症患者の62～75％ほどで認められる。髄液細胞数や髄液蛋白は治療により正常化するが髄液中の抗TPO抗体や抗TG抗体は治療後も検出されるため治療の指標とするべきではない。
脳波
脳波では非特異的な徐波が認められることが多い。免疫治療で臨床症状が改善すると脳波所見も軽快することが多い。
頭部MRI
頭部MRIでは明らかな異常を指摘できないことが多い。非特異的な脳萎縮や白質病変を指摘できることが多い。米田らやLaurentらの報告でも頭部MRI画像での異常は4～5割である。しかし、少数ではあるもののステロイド治療により可逆性の大脳白質病変や、大脳皮質下の拡散強調画像での高信号病変など血管炎を示唆される病変の報告が散見する。臨床病型により辺縁系病変や小脳萎縮が認められる。
SPECT
大脳全体や局所的な血流低下を示すことが多い。免疫治療後に血流低下が改善する症例があることから血管炎が示唆されている。抗NAE抗体陽性橋本脳症の検討では記憶や情動に関連する大脳辺縁系関連に局在した血流低下を認めた報告がある。また小脳失調型橋本脳症では小脳の血流低下を示さない点が脊髄小脳変性症との鑑別になるという報告もある。しかし小脳の血流低下が免疫治療で軽快した橋本脳症の報告もある。

## 診断

### Shawらの基準[14]
Shawらは精神神経症状（脳症）の存在、抗甲状腺抗体の存在、ステロイドに対する反応性という3点を強調している。この診断基準の問題点は甲状腺自己抗体の疾患特異性である。抗甲状腺抗体の陽性率は日本人全体で5〜25%に達するため診断の契機になりえても確定診断になりえない。

### Peschen-Rosinらの基準[45]
診断基準としてはPeschen-Rosinらが1999年に提唱したものがよく知られており、
- 反復する神経症状
- 脳波異常、抗TPO抗体陽性、髄液蛋白上昇、髄液オリゴクローナルバンド陽性、ステロイド反応性、頭部MRI正常のいずれか3つを満たすもの

とされている。臨床的に出現頻度の低い項目も含まれており少なくとも日本人の橋本脳症の診断には適していないと考えられている。

### Grausらの診断基準[46]
Grausらによると下記の6つの基準をすべて満たした場合は橋本脳症と診断される。Grausらによるとなお抗甲状腺抗体は通常は13％の健常者でも検出され、疾患特異的なカットオフ値は存在しない。
- けいれん、ミオクローヌス、卒中様症状を呈する脳症である
- 無症状。もしくは軽度の甲状腺疾患（通常甲状腺機能低下症）がある
- 頭部MRIは正常。もしくは非特異的な異常
- 血清中の抗甲状腺抗体（抗TPO抗体、抗TG抗体）陽性
- 血清・髄液中に疾患特異的な抗神経抗体が存在しない
- 他の原因となりうる疾患が除外できる

### Mattozziらの診断基準[9]
自己免疫性脳炎の定義を満たした上で下記を満たすこと。
- 亜急性発症の認知機能障害や精神神経症状、痙攣発作
- 甲状腺機能低下症がないか、あっても軽度
- 抗TPO抗体>200IU/ml
- 他の抗神経抗体が血清および髄液から検出されない
- 他疾患が除外できること

### 抗NAE抗体による診断
橋本脳症と診断された患者血清の抗原蛋白を検索し、脳蛋白に対するプロテオーム解析を行い、抗N末端αエノラーゼ抗体（抗NAE抗体、解糖系酵素への抗体）が橋本脳症に特異的であるという報告が存在する。抗NAE抗体は橋本脳症の診断感度は50%で特異度が90%である。したがって抗NAE抗体が陽性であればほぼ橋本脳症であるが陰性例では否定できない。脳症を呈さない橋本病でも11%で抗NAE抗体は検出されるがすべて320倍と低力価である。5000から40000倍の高力価群と320から1000倍程度の低力価群が存在する。

## 抗NAE抗体と橋本脳症

### αエノラーゼ
エノラーゼは1934年にLohmanとMayerhofらによって発見された解糖系の酵素である。2-ホスホグリセリン酸をホスホエノールピルビン酸に加水分解する酵素である。細胞内に非常に豊富に存在する蛋白質のひとつである。哺乳類ではα、β、γの3種類のアイソザイムが存在し、それぞれ別遺伝子でコードされる。αエノラーゼはENO1あるいはnon neuronal enolase(NNE)と呼ばれほぼすべての組織に存在する。βエノラーゼはENO3またはneuron-specific enolase(NSE)ともよばれ神経組織に発現している。γエノラーゼはENO2あるいはmuscle-specific enolase(MSE)とも呼ばれ、主に筋肉組織に発現している。ヒトの酵素活性のあるエノラーゼアイソザイムはホモ二量体で1サブユニットの活性中心に2分子のマグネシウムイオンが補欠分子として存在している。αエノラーゼは解糖系の中心的な酵素としてだけではなく、プラスミノーゲン受容体であり、細胞膜内外の多くの分子と結合し様々な病態に関与している多機能蛋白質として考えられるようになっている。
αエノラーゼに対する自己抗体が多くの感染症、炎症性疾患、自己免疫性疾患で高頻度に検出される。全身性エリテマトーデス、混合性結合組織病、全身性強皮症、関節リウマチ、ベーチェット病、多発性硬化症、橋本脳症（橋本病脳炎）、傍腫瘍性網膜症など自己免疫性疾患で高頻度に検出される。健常人対照では自己抗体の出現率は0～6%に対して上記疾患では20～60%に及ぶ。特に橋本病では非脳炎発症者では20%程度の陽性率であるのに対して脳炎発症者では80%程度に検出される。このように広範な疾患で自己抗体が出現するため、特定の疾患のバイオマーカーとなりえないが、個々の自己免疫疾患では病勢や治療薬への反応性のよい指標として利用できる。αエノラーゼは細胞表面に発現しているため自己抗体は単なる疾患のマーカーだけでなく、病因そのものとなりえる。N末端領域のαエノラーゼ抗体は抗NAE抗体（NH2-terminal of alpha-enolase）は特異度90%、感度50%の橋本脳症のバイオマーカーとして知られている。

### 多機能蛋白質であるαエノラーゼ
プラスミノーゲン受容体
αエノラーゼは解糖系の中心的な酵素としてだけではなく細胞膜内外の多くの分子と結合し様々な病態に関与している多機能蛋白質として考えられるようになっている。多機能の多くはプラスミノーゲン受容体であることに由来している。プラスミノーゲン受容体としてのαエノラーゼの最も重要な役割は他の受容体と同じく、細胞表面でのプラスミノーゲンのプラスミンへのタンパク分解的な活性化の促進とその保持による活性の安定化である。代表的な作用としてはプラスミンが細胞外のαシヌクレインの分解に関わることやプラスミンはラミニンを分解しタウのリン酸化を抑制することが知られている。またプラスミンは細胞外蛋白質の分解だけでなく、その膜結合依存性に細胞内シグナル伝達経路の活性化を引き起こすことが知られている。また細胞外のαエノラーゼは自己抗体に対する標的となり、免疫複合体の形成、補体の活性化などを通して組織障害を誘導することになる。
細胞内αエノラーゼの役割
細胞内αエノラーゼは解糖系酵素としての側面、細胞骨格蛋白質結合、転写因子、ストレス応答蛋白質としての側面がある。あらゆる細胞において生存のための解糖系の酵素としてのαエノラーゼの重要性に変わりはない。特に癌細胞の代謝の特徴である好気的条件下での解糖系依存性のATP合成の亢進（ワールブルグ効果）は近年その分子的機構が解明が進んでいる。その中のひとつにαエノラーゼの発現亢進がある。またエノラーゼを含む多くの解糖系はアクチンや微小管と結合して集合しており、効率的な解糖反応の進行に重要と考えられている。

### 橋本脳症と抗NAE抗体の発見
橋本病は1912年に日本人の橋本策によって見出された自己免疫性の慢性甲状腺炎である。橋本病には精神・神経症状（脳症）を伴うことがあり、多くは甲状腺機能低下症に伴う粘液水腫性脳症である。1966年英国の医師Brainらによって粘液水腫性脳症とは異なる橋本病に伴う自己免疫性脳症の1人の患者が報告された。1991年に英国のShawらによって同様の5症例が報告されこのときはじめて橋本脳症（Hashimoto encephalopathy）という新しい疾患名が提唱された。しかし橋本脳症は早期診断と治療によって軽快する疾患にもかかわらず、臨床徴候が多彩であるため診断は容易ではなかった。そのため、独立した疾患単位としての異議が呈された時期もあった。福井大学の米田らは血清中のバイオマーカーをプロテオミクスの手法を用いて自己抗体とその抗原を検索した。臨床的に橋本脳症と考えられる患者血清が脳蛋白と特異的に反応するスポットを二次元電気泳動（SDS-PAGE/等電点）を用いて網羅的にスクリーニングし、抗原候補分子として解糖系酵素αエノラーゼを同定した。検証のため、全長αエノラーゼcDNAをヒト脳ライブラリーよりクローニングし、Hu抗原などで行われているように大腸菌で大量発現させ組み換え、全長αエノラーゼ蛋白を調節した。しかしこれを用いた免疫グロットでは橋本脳症患者と対照者で全く差がみとめられなかった。大腸菌と異なり真核生物では遺伝子が蛋白質に翻訳された後にリン酸化やメチル化などの翻訳後修飾が起こることがしられている。そこで翻訳後修飾が免疫反応性に影響している可能性を考慮してヒトの培養細胞を用いて全長αエノラーゼを調整したところ、橋本脳症患者血清と対照者で差が認められた。さらに患者と対照血清間での特異性を高めるためαエノラーゼをN末端、C末端、それ以外の中央部に分けて免疫反応性を検討した。橋本脳症患者血清はN末端のみに特異的に反応し、中間部とは反応せず、C末端部位は正常血清でも弱いながら反応することがわかった。米田らはこの橋本脳症患者の血清中にあるαエノラーゼのN末端領域に反応する自己抗体を抗NAE（NH2-terminal of alpha-enolase）抗体と命名した。このヒト培養細胞から合成・精製した組換NAE蛋白は、他のウイルス性脳炎、膠原病などの炎症性疾患や免疫性疾患患者の血清とは反応しないこともあきらかとなり橋本脳症の診断バイオマーカーとして有用であることが判明した。αエノラーゼに対する自己抗体は全身性エリテマトーデスやベーチェット病の患者でも報告されている。しかしこれらの報告で用いられているのは大腸菌で合成・精製された全長のαエノラーゼ蛋白でありNAE蛋白とは異なると米田らは主張している。また前述のようにαエノラーゼは様々な翻訳後修飾をうけることが知られている。
なお抗NAE抗体以外の抗体の報告もいくつかある。
橋本脳症の臨床スペクトラムは抗NAE抗体陽性例で検討されている。注意するべき点としては抗NAE抗体は特異度90%、感度50%の診断マーカーであり。抗体陰性であっても橋本脳症は否定できない。
また、抗NMDA受容体脳炎で抗NAE抗体が陽性であった報告もあり、橋本脳症の診断には他疾患の十分な除外が必要という意見もある。抗甲状腺抗体陰性で抗NAE抗体陽性の橋本脳症の報告もある。

### 抗NAE抗体の橋本脳症病態への関与の仮説
橋本脳症において見出された抗NAE抗体が脳症を引き起こす原因と成るかは不明である。いくつかの仮説があるため仮説に関して概説する。
神経へ作用している仮説
抗NAE抗体は髄液中に移行していることが確認されている、また抗NAE抗体陽性小脳失調型橋本脳症（自己免疫性小脳失調症のひとつ）では患者髄液がラット小脳スライスのシナプス伝達を抑制することが明らかになっている。
血管内皮へ作用している仮説
橋本脳症では脳微小血管炎が病理学的に認められるという報告があり、SPECTでも脳血流低下が高頻度に認められることから微小脳循環障害が病態の主体という仮説がある。
どこに分布するαエノラーゼに作用するかという問題
解糖系酵素としてのαエノラーゼは細胞質内に分布しており、こちらに作用する場合は抗NAE抗体がエンドサイトーシスで細胞内に取り込まれる必要がある。プラスミノーゲン受容体としてのαエノラーゼに作用する場合はエンドサイトーシスを介さずに作用できる。抗VGKC抗体複合脳炎では標的分子や標的とするエピトープの差によって臨床症状が異なっており、上記のような作用点の差などで橋本脳症の多彩な臨床症状が説明できる可能性もある。

### 神経変性疾患と抗NAE抗体
多系統萎縮症47例、パーキンソン病29例、大脳皮質基底核症候群8例、進行性核上性麻痺18例を対象に抗NAE抗体の測定を行った研究がある。抗NAE抗体の陽性率は多系統萎縮症31.9％、パーキンソン病10.3％、大脳皮質基底核症候群50.0％、進行性核上性麻痺11.1％であった。多系統萎縮症では抗NAE抗体陽性例は陰性例よりも発症から車椅子生活までの期間が短かった。橋本脳症の合併ではなく神経変性の結果、二次的に抗NAE抗体が陽性となった可能性がある。抗NSE抗体陽性で免疫治療で症状が改善した神経変性疾患は下記のとおりである。
レビー小体病
免疫治療で認知機能障害や歩行障害が改善した報告がある。
多系統萎縮症
抗NAE抗体陽性の多系統萎縮症の報告がある。免疫治療抵抗性の報告もある。
SCA31
抗NAE抗体陽性のSCA31で免疫治療で症状の改善と抗NAE抗体価の減少を認めた報告がある。

## 治療
治療としては先に述べたステロイドが一般的である。しかし、典型的には症状の何らかの改善が得られるのは数カ月程度であり、再発が極めて多い。特にPSL減量中の再発が多い（PSL10mg/day~15mg/dayで多い）ことからアザチオプリン、メソトレキセート、シクロスポリンといった免疫抑制剤の併用が推奨されている。ステロイド無効例には免疫グロブリン療法、血漿交換の有効性も症例報告レベルでは存在するがRCTは存在しない。症例報告の内訳はステロイド抵抗性の急性脳症型の橋本脳症による認知障害や不随意運動といった症状及び抗甲状腺抗体高値の改善例、免疫グロブリン療法においてもステロイド抵抗性の急性脳症型の不穏や失語症の症状と抗甲状腺抗体の改善例である。
小脳失調型橋本脳症の治療ではアザチオプリンやシクロホスファミドへの報告例、血漿交換の報告例、免疫グロブリン大量療法の報告例がある。

## 病理と発症機序
障害機序としてはMRIやSPECTによる検討からは脳実質内の細小血管炎による血流低下などが考えられているが、病理報告が少なく明らかになっていない。脳生検や剖検では血管炎を示唆する細静脈や細動脈周囲へのリンパ球浸潤が報告されている。一方で、血管炎は伴わずに大脳実質への炎症細胞浸潤やグリオーシスが認められた報告もみられる。また自己免疫性であることを示唆する所見として、患者血清IgGがラット脳に反応し、培養神経細胞に反応を示した報告や抗NAE抗体陽性小脳失調型橋本脳症の患者髄液がラット小脳スライスのシナプス伝達を抑制するという報告がある。
他の仮説としては抗神経抗体関与の病態、髄液中の抗甲状腺抗体関与の病態、急性散在性脳脊髄炎類似の病態といった仮説もある。

## 小脳失調型橋本脳症
橋本脳症の他の病型と同様に存在自体に議論の余地がある。否定的な根拠としては抗甲状腺抗体が病態に関わる根拠が示されていないこと、抗甲状腺抗体は健常者でも陽性を示すこと多く、アメリカの検討では健常者の18%で陽性であったこと、他の自己免疫性小脳失調症、例えばグルテン失調症や抗GAD抗体陽性小脳失調症でも高率に抗甲状腺抗体は陽性を示し、免疫学的な治療で軽快するためShawらの診断基準を満たすためである。
Shawらの基準を満たした小脳失調型橋本脳症13例の検討例の報告がある。抗NAE抗体陽性例は8例で陰性例が5例であった。62%が慢性進行性の経過であり、半数でSPECTで小脳の血流低下があり脊髄小脳変性症との類似点が認められた。眼振が17%と乏しく、小脳萎縮も38%と乏しかった。この点は抗GAD抗体陽性小脳失調症など他の自己免疫性小脳失調症と異なる点であった。免疫学的治療の効果は著効が4例、中等度効果が4例、軽度効果が5例であった。抗NAE抗体陽性のものは免疫学的治療がより効果的な傾向があった。橋本脳症では髄液中の抗甲状腺抗体が陽性となると報告されていたが小脳失調型橋本脳症では陽性のものは認められなかった。
小脳失調型橋本脳症の症例報告としてはSelimらが6名の橋本病に伴った小脳失調を報告している。そのた中川ら、山本ら、南里ら、田中ら、横田らも報告している。特に南里らと横田らの報告では遺伝性脊髄小脳変性症を合併している例を含んでいる。
小脳失調型橋本脳症の病理学的な検討はほとんどないが小脳失調型橋本脳症であった可能性がある病理報告も存在する。この例では甲状腺機能低下症に対するホルモン補充も免疫治療も行っている。
また三苫らは抗NAE抗体陽性の小脳失調型橋本脳症の患者の髄腋をラットの小脳プルキンエ細胞に灌流しパッチクランプ法を用いてプルキンエ細胞伝達の阻害を明らかにした。自己抗体を病原抗体と証明するには抗体が抗原にアクセスできるaccessibilityの証明、抗体が神経症状を発症できることを細胞、神経回路レベルで示すpathogenic actionの証明、抗体を動物に注入することで症状が再現されるpassive transferの証明の3つの条件が必要と言われているがこれらを満たすのは抗NMDA受容体抗体、抗AMPA受容体抗体、抗LGI1抗体、抗AQP4抗体など一部の抗体のみであり抗NAE抗体は条件を満たしていない。Daniel B Drachmanは病原自己抗体の5つの条件を提唱している。それは対象となる自己抗体が患者で検出される、自己抗体がターゲットとなる抗原と反応する、自己抗体の投与によって病態が再現される、対応する抗原の免疫により疾患モデルが発現される、自己抗体の力価低下によって病態が改善するである。この条件は実験室で証明する3項目と臨床医学で証明される2項目からなるが抗NAE抗体は実験室で証明する項目が満たされていない。
小脳失調型橋本脳症は自己免疫性小脳失調症の単一の病型とすることに欧米では異論が強く、primary autoimmune cerebellar ataxia(PACA)の中にステロイド反応性を占めす例として位置づけられることが多い。
Ercoliらは甲状腺機能低下症に伴う小脳失調症と小脳失調型橋本脳症のメタ解析を行った。橋本脳症の方が若く、ジストニアやミオクローヌスなど不随意運動や精神症状などの小脳外症状が橋本脳症には低頻度ながら認められた。抗甲状腺抗体自体が疾患活動性を示しているという報告も抗NAE抗体が疾患活動性を示しているという報告も存在する。抗甲状腺抗体は疾患活動性を示さないという報告もある。SRCAのガイドラインでは抗甲状腺抗体は非特異的な抗体であり病原自己抗体ではなく、自己免疫の素因を示していると考えられている。